# ISO 639-2
ISO 639-2:1998, Коди для представлення назв мов — 2 частина: код Альфа-3, (англ. Codes for the representation of names of languages — Part 2: Alpha-3 code,) — друга частина серії міжнародних стандартів ISO 639 для кодів мов. Трилітерні коди, наведені у цій частині стандарту, називаються «кодами Альфа-3». У списку кодів ISO 639-2 налічується 484 записи.
Реєстраційним органом ISO 639-2 є Бібліотека Конгресу США. Як реєстраційний орган Бібліотека Конгресу отримує та розглядає пропозиції щодо змін.

### Історія створення і зв'язок із іншими стандартами ISO 639
Роботу над стандартом ISO 639-2 було розпочато 1989 року, тому що стандарт ISO 639-1, який використовував дволітерні коди мов, не давав змоги охопити необхідну кількість мов. Вперше стандарт ISO 639-2 було видано 1998 року.
На практиці, стандарт ISO 639-2 у великій мірі був замінений стандартом ISO 639-3, до якого крім усіх окремих мов із ISO 639-2 включено ще багато інших. Також до ISO 639-3 включили спеціальні і резервні коди і він не суперечить ISO 639-2. Проте ISO 639-3 не містить жодного коду мовної групи, які є у ISO 639-2. Більшість із них включено до ISO 639-5.

### Коди «B» і «T»
Хоча для більшості мов у стандарті присвоєно один код, двадцять мов мають по два трилітерних коди: код «B» (бібліографічний, ISO 639-2/B), який утворюється на основі англійської назви мови, і код «T» (термінологічний, ISO 639-2/T), утворюється із місцевої назви мови і є подібним до коду цієї мови у ISO 639-1. (На початку було 22 B-коди; коди scc і scr вилучені).
Як правило, використовуються Т-коди; наприклад, при створенні ISO 639-3 використовувалися коди ISO 639-2/T. Але стандарт ISO 15924 використовує коди ISO 639-2/B.

### Обсяг застосування і типи
Коди у ISO 639-2 мають різні обсяги значень або типів значення і застосування, декотрі з яких наведено далі.
- окремі мови
- макромови
- групи мов
- діалекти
- зарезервовані для локального використання
- спеціальні випадки

Окремі мови класифікуються за типами:
- Сучасні (живі) мови
- Мертві (зниклі) мови
- Стародавні мови
- Історичні мови
- Штучні мови

#### Групи мов
Деякі коди в ISO 639-2 використовуються не для позначення певної мови чи декілької споріднених мов (як макромови). Вони вважаються кодами мовних груп і не включені до стандарту ISO 639-3.

#### Зарезервовано для локального використання
Діапазон кодів від qaa до qtz зарезервовано для локального використання. Ці коди не використовуються ні в ISO 639-2, ні в 639-3. Ці коди будуть використовуватися в окремих випадках для мов, які не увійшли в жоден із стандартів.

## External links
- Домашня сторінка ISO 639-2/RA [Архівовано 8 лютого 2006 у Wayback Machine.](англ.)
- Повідомлення про внесені зміни [Архівовано 17 вересня 2018 у Wayback Machine.](англ.)
- Детальна інформація на сайті Бібліотеки Конгресу [Архівовано 9 лютого 2006 у Wayback Machine.](англ.)